# Eastville
Eastville és una població dels Estats Units a l'estat de Virgínia. Segons el cens del 2000 tenia 203 habitants.

## Demografia
Segons el cens del 2000, Eastville tenia 203 habitants, 69 habitatges, i 42 famílies. La densitat de població era de 356,3 habitants per km².
Dels 69 habitatges en un 27,5% hi vivien nens de menys de 18 anys, en un 44,9% hi vivien parelles casades, en un 14,5% dones solteres, i en un 37,7% no eren unitats familiars. En el 34,8% dels habitatges hi vivien persones soles el 23,2% de les quals corresponia a persones de 65 anys o més que vivien soles. El nombre mitjà de persones vivint en cada habitatge era de 2,2 i el nombre mitjà de persones que vivien en cada família era de 2,84.
Per edats la població es repartia de la següent manera: un 17,2% tenia menys de 18 anys, un 15,3% entre 18 i 24, un 26,1% entre 25 i 44, un 23,2% de 45 a 60 i un 18,2% 65 anys o més.
L'edat mediana era de 41 anys. Per cada 100 dones de 18 o més anys hi havia 154,5 homes.
La renda mediana per habitatge era de 36.250 $ i la renda mediana per família de 60.208 $. Els homes tenien una renda mediana de 16.250 $ mentre que les dones 22.083 $. La renda per capita de la població era de 21.621 $. Cap de les famílies i el 6,4% de la població estaven per davall del llindar de pobresa.

## Poblacions més properes
El següent diagrama mostra les poblacions més properes.